# 雷蒙·布力格
雷蒙德·布里格斯（英語：Raymond Briggs；1934年1月18日—2022年8月9日），英国温布尔登人，是一位插画家、漫画家、图画小说家和作家，其在事业上获得了巨大的成功，其成名作是1978年创作的故事《雪人》，该作衍生动画中的音乐基本上每年都会在圣诞节上播放。
其获得英国图书馆协会颁发的1966年和1973年凯特·格林纳威奖等奖项。
出生于1934年，二战时期他被疏散到多塞特郡，并在战争结束后返回伦敦。，就读于鲁特利什学校，毕业后成为一名专业插画家，并在之后得到了很多的奖项和荣誉。
于 2022 年 8 月 9 日在布莱顿皇家苏塞克斯郡医院因肺炎去世。